# Biertonne (Einheit)
Die Biertonne war ein Volumenmaß in Dänemark und Deutschland. Hier wurden das Maß für Waren, wie Bier, Talg, Tran, Öl, Mehl, Butter, Fleisch und Seife verwendet. Eine Unterteilung war in Halbe, Viertel und Achtel möglich.

## Dänemark
- 1 Biertonne = 136 Pot(t) = 6623,8052 Pariser Kubikzoll = 131,3923 Liter[1]
- 1 Last = 12 Biertonnen (Bier, Talg, Tran, Öl, Mehl, Butter, Fleisch und Seife)

## Deutschland
- Altona, Holstein: 1 Biertonne = ½ Biertonne (Hamburg.)
- 1 Biertonne (Oldenburger) = 4 Henkemann = 112 Bierkannen (bis 116 Bierkannen)(1 BK. = 1,368 Liter) = 155,323 Liter (errechn.) = 159,61 Liter[2]
- Provinz Niederrhein: 1 Biertonne = 104 Bierkannen = 5940,688 Pariser Kubikzoll = 117,8417 Liter
- Dresden: 1 Biertonne = 4995 Pariser Kubikzoll
- Hamburg: 1 Biertonne = 5096 Pariser Kubikzoll
- Hannover: 1 Biertonne = 5096 Pariser Kubikzoll
- Leipzig: 1 Biertonne = 4552 Pariser Kubikzoll

Neues Maß- altes Maß:
- 1 Biertonne = 1,145 Hektoliter | 1 Hektoliter = 0,87334 Biertonnen